# Siska Mulder
Siska Mulder (Amsterdam, 1 april 1971) is een Nederlands schrijfster, columniste en journaliste. Haar debuutroman Zus verscheen in 2005.

## Biografie
Siska Mulder heeft haar vwo-opleiding gevolgd aan het Chr. College Nassau-Veluwe in Harderwijk. Ze voltooide in 1994 de hbo-opleiding Tekstschrijven, waar ze afstudeerde in de richting journalistiek. Ze werkte onder meer als verslaggever bij dagblad Trouw en het maandblad Marie Claire. In november 2005 verscheen haar debuutroman Zus bij uitgeverij Arena.
In het voorjaar van 2007 verscheen bij Thomas Rap haar tweede boek, Rimpelmania. Samen met schrijfster Manon Spierenburg gaat Mulder op zoek naar het waarom van de 'eeuwig-jong-obsessie'.
Augustus 2008 verscheen de literaire thriller Doof.
Met Susan Smit richtte ze het schrijfsterscollectief Writers on Heels op. Zij wilden de aandacht vestigen op het werk van een nieuwe generatie schrijfsters. Lid zijn onder andere Marion Pauw, Simone van der Vlugt, Claire Polders, Saskia Noort en Ariëlla Kornmehl. In april 2007 verscheen de verhalenbundel De Verleiding, met daarin dertien verhalen van Nederlandse schrijfsters.
Naast haar werk als schrijfster is Mulder werkzaam als freelance journalist. Haar artikelen verschijnen onder meer in La Vie en Rose, Nieuwe Revu, Viva en Jan.

## Zus
Mulders debuutroman Zus werd positief ontvangen. An Woud, de hoofdpersoon uit Zus, probeert haar verleden achter zich te laten. Hierin lijkt ze aanvankelijk te slagen. Ze wordt een geslaagde copywriter met een hippe homo-vriendenkring en een minnaar. Maar uiteindelijk kan ze niet ontsnappen aan haar verleden. Het blijkt dat ze de dood van haar tweelingzus Dahlia probeert te vergeten, die ze als haar betere helft beschouwt. Zus stelt de vraag of de mens werkelijk in staat is om te veranderen en of het voor hem mogelijk is om aan zijn eigen geschiedenis te ontsnappen.

## Rimpelmania
Rimpelmania schreef Mulder samen met schrijfster Manon Spierenburg. In het boek proberen de auteurs een verklaring te vinden voor de 'eeuwig-jong-obsessie'. Vanuit hun eigen achtergrond proberen wetenschappers en deskundigen, zoals psychologie/mensapen-deskundige Frans de Waal, de Franse schrijfster Benoîte Groult en filosoof Ad Verbrugge, te verklaren waarom de mens de bij voorbaat verloren strijd aangaat met de veroudering van zijn lichaam. Deze hoofdstukken worden afgewisseld met humoristische, columnistisch getinte verhalen en cartoons van Gummbah.

## Doof
In augustus 2008 verscheen Mulders tweede roman, de literaire thriller Doof. De ondertitel van het boek luidt Kun je nog vluchten als iemand alles van je weet? en gaat over grenzeloze ambitie en het gemis van een kind. Het vertelt het verhaal van de bekende televisiepresentator Oscar Stellendam die de kans krijgt om een rechtstreeks praatprogramma te presenteren. Hij grijpt deze kans met beide handen aan. Hij vlucht in het werk en probeert zo het trauma in het leven van hem en zijn vrouw te vergeten: de tragische dood van hun zoontje Jimmy. Zijn vrouw Stella doet er juist alles aan om de herinnering aan Jimmy levend te houden, en langzaamaan raken ze steeds verder van elkaar verwijderd. Het grote succes lijkt voor Oscar binnen handbereik, maar als hij door een onbekende wordt bedreigd, verandert zijn leven in een nachtmerrie. De stalker lijkt hem beter te kennen dan wie dan ook, waardoor Oscar op den duur niemand meer durft te vertrouwen.